# Collegio uninominale Toscana - 09 (2020)
Il collegio elettorale uninominale Toscana - 09 è un collegio elettorale uninominale della Repubblica Italiana per l'elezione della Camera dei deputati.

## Territorio
Come previsto dalla legge n. 51 del 27 maggio 2019, il collegio è stato definito tramite decreto legislativo all'interno della circoscrizione Toscana.
È formato dal territorio dell'intera provincia di Arezzo (36 comuni) e dai comuni di Figline e Incisa Valdarno e Reggello nella città metropolitana di Firenze.
Il collegio è parte del collegio plurinominale Toscana - 02.

## Eletti
| Elezione | Elezione | Deputato       | Partito |
| -------- | -------- | -------------- | ------- |
|          | 2022     | Tiziana Nisini | Lega    |

## Dati elettorali

### XIX legislatura
Come previsto dalla legge elettorale, 147 deputati sono eletti con sistema a maggioranza relativa in altrettanti collegi uninominali a turno unico.
| Candidati                                 | Candidati                | Voti    | %     | Liste                          | Voti    | %     |
| ----------------------------------------- | ------------------------ | ------- | ----- | ------------------------------ | ------- | ----- |
|                                           | Tiziana Nisini ✔️ Eletto | 83 543  | 42,91 | Fratelli d'Italia              | 54 960  | 28,23 |
| Lega per Salvini Premier                  | Tiziana Nisini ✔️ Eletto | 83 543  | 42,91 | 14 734                         | 7,57    |       |
| Forza Italia                              | Tiziana Nisini ✔️ Eletto | 83 543  | 42,91 | 12 034                         | 6,18    |       |
| Noi moderati/Lupi - Toti - Brugnaro - UDC | Tiziana Nisini ✔️ Eletto | 83 543  | 42,91 | 1 815                          | 0,93    |       |
|                                           | Vincenzo Ceccarelli      | 64 643  | 33,20 | Partito Democratico-IDP        | 50 985  | 26,18 |
| Alleanza Verdi e Sinistra                 | Vincenzo Ceccarelli      | 64 643  | 33,20 | 7 510                          | 3,86    |       |
| +Europa                                   | Vincenzo Ceccarelli      | 64 643  | 33,20 | 5 311                          | 2,73    |       |
| Impegno Civico - Centro Democratico       | Vincenzo Ceccarelli      | 64 643  | 33,20 | 837                            | 0,43    |       |
|                                           | Tommaso Pierazzi         | 19 932  | 10,24 | Movimento 5 Stelle             | 19 932  | 10,24 |
|                                           | Lucia Chierici           | 17 284  | 8,88  | Azione - Italia Viva - Calenda | 17 284  | 8,88  |
|                                           | Cristiano Rossi          | 2 770   | 1,42  | Unione Popolare                | 2 770   | 1,42  |
|                                           | Rosalba Fanciulli        | 2 648   | 1,36  | Italia Sovrana e Popolare      | 2 648   | 1,36  |
|                                           | Sandra Picchi            | 2 621   | 1,35  | Italexit                       | 2 621   | 1,35  |
|                                           | Sabrina Mancini          | 1 272   | 0,65  | Vita                           | 1 272   | 0,65  |
| Totale                                    | Totale                   | 194 713 | 100   |                                | 194 713 | 100   |
|                                           |                          |         |       |                                |         |       |
| Schede bianche                            | Schede bianche           | 3 182   | 1,56  |                                |         |       |
| Schede nulle                              | Schede nulle             | 6 383   | 3,12  |                                |         |       |
| Votanti                                   | Votanti                  | 204 278 | 70,55 |                                |         |       |
| Elettori                                  | Elettori                 | 289 549 |       |                                |         |       |